# Okružná
Okružná (in ungherese Kiskörösfő) è un comune della Slovacchia facente parte del distretto di Prešov, nella regione omonima.